# Daniele Bagnoli
Daniele Bagnoli (ur. 25 października 1953 w Mantui, zm. 27 grudnia 2024) – włoski trener siatkarski.

## Kariera
Daniele Bagnoli karierę trenerską rozpoczął w 1982 roku w Pallavolo Mantua, w której pracował do 1985 roku. Następnie w latach 1985-1986 trenował Pallovolo Guidizzolo, a w latach 1986-1990 Polisportiva Virgilio. W latach 1990–1992 był asystentem Julio Velasco w męskiej reprezentacji Włoch. Potem w 1992 roku został trenerem Galileo Giovolley, który trenował do 1993 roku. 
Następnym klubem w karierze Bagnoliego był utytułowane Pallavolo Modena, z którym odnosił pierwsze sukcesy w trenerskiej karierze: mistrzostwo Włoch (1995, 1997), Puchar Włoch (1994, 1995, 1997), Liga Mistrzów (1996, 1997), Puchar Europy Zdobywców Pucharów (1995), a także Superpuchar Europy w 1995 roku. Klub ponownie trenował w latach 2000-2001.
Potem dwukrotnie trenował najpierw przez kilka miesięcy Roma Volley, a potem w latach 1998-2000 oraz 2001-2007 Sisley Treviso, z którym również osiągnął sukcesy na arenie krajowej i międzynarodowej: mistrzostwo Włoch (1998, 1999, 2003, 2004, 2005, 2007), Puchar Włoch (2000, 2004, 2005, 2007), Superpuchar Włoch (1998, 2001, 2003, 2004, 2005), Liga Mistrzów (1999, 2000, 2006), Puchar Chalenge (1998, 2003) oraz Superpuchar Europy w 1999 roku.
Po sukcesach trenerskich w ojczyźnie zdecydował się na wyjazd zagraniczny. W 2007 roku został trenerem męskiej drużyny Dinamo Moskwa, z którym w sezonie 2007/2008 zdobył krajowy dublet: mistrzostwo i Puchar Rosji oraz zajął 3. miejsce w Lidze Mistrzów. 
W 2009 roku zastąpił Władimira Aleknę na stanowisku trenera męskiej reprezentacji Rosji, z którą dwukrotnie zdobywał medale w Lidze Światowej (srebro - 2010, brąz - 2009). Z reprezentacji odszedł po mistrzostwach świata 2010 rozgrywanych we Włoszech, gdzie Rosjanie zajęli 5. miejsce.
Następnie w latach 2011-2012 po raz trzeci w karierze trenował Pallavolo Mantua, w latach 2012-2013 był trenerem tureckiego Fenerbahçe Grundig, a od 2013 roku jest trenerem Matinu Varamin, z którym zdobył mistrzostwo Iranu (2014) oraz klubowe mistrzostwo Azji (2014).

## Największe sukcesy
- Liga Światowa:
  -  2010 (z Rosją)
  -  2009 (z Rosją)

- Mistrzostwa Włoch:
  -  1995, 1997 (z Pallavolo Modena) 1998, 1999, 2003, 2004, 2005, 2007 (z Sisley Treviso)
  -  2002, 2006 (z Sisley Treviso)
  -  1994, 1996 (z Pallavolo Modena)

- Puchar Włoch:
  -  1994, 1995, 1997 (z Pallavolo Modena), 2000, 2004, 2005, 2007 (z Sisley Treviso)
  -  2001, 2003 (z Sisley Treviso)

- Superpuchar Włoch:
  -  1998, 2001, 2003, 2004, 2005 (z Sisley Treviso)

- Mistrzostwa Rosji:
  -  2008 (z Dinamo Moskwa)

- Puchar Rosji:
  -  2008 (z Dinamo Moskwa)

- Mistrzostwa Iranu:
  -  2014 (z Matin Varamin)

- Liga Mistrzów:
  -  1996, 1997 (z Pallavolo Modena) 1999, 2000, 2006 (z Sisley Treviso)
  -  2008 (z Dinamo Moskwa)

- Puchar CEV:
  -  1995 (z Pallavolo Modena)

- Puchar Chalenge:
  -  1998, 2003 (z Sisley Treviso)

- Superpuchar Europy:
  -  1995, 1999

- Klubowe Mistrzostwa Azji:
  -  2014